# Symphoromyia johnsoni
Symphoromyia johnsoni är en tvåvingeart som beskrevs av Daniel William Coquillett 1894. Symphoromyia johnsoni ingår i släktet Symphoromyia och familjen snäppflugor.
Artens utbredningsområde är Kalifornien. Inga underarter finns listade i Catalogue of Life.